# Măgura Uroiului
Măgura Uroiului este o arie protejată de interes național, ce corespunde categoriei a IV-a IUCN (rezervație naturală, tip geologic). Este situată pe teritoriul orașului Simeria și a comunei Rapoltu Mare.
Rezervația naturală Măgura Uroiului are o suprafață de 10 ha. și este alcătuită din andezite cuarțifere și coloane explozive de breccii formate în urma activității vulcanice neogene.

## Imagini

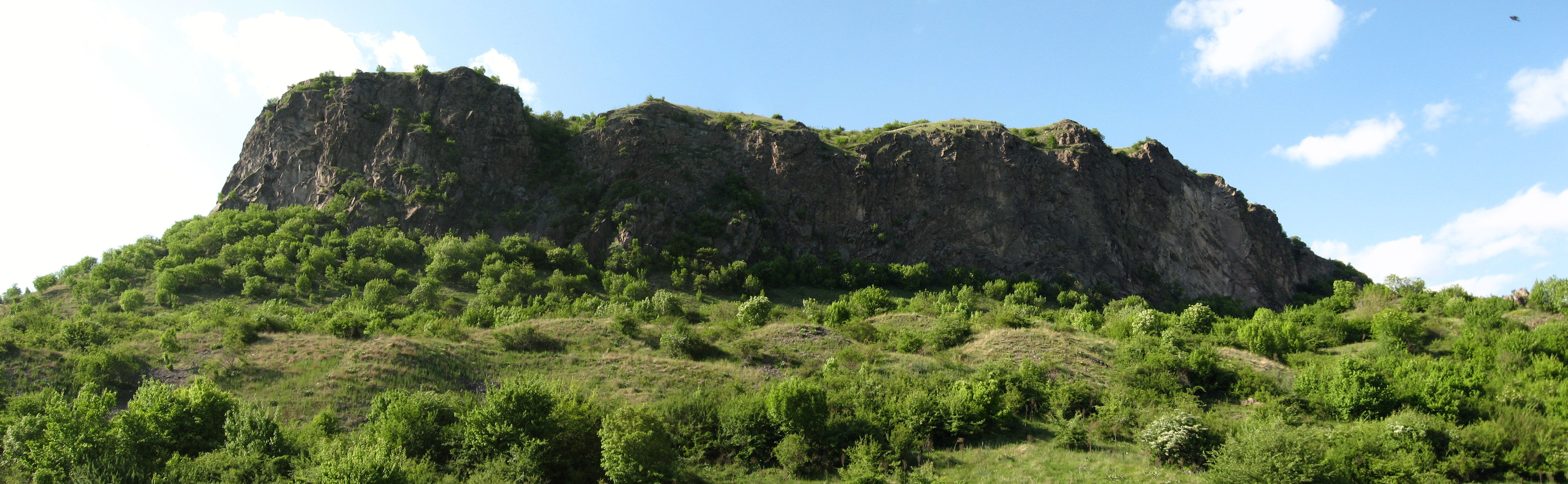
Măgura Uroiului, văzută dinspre SE
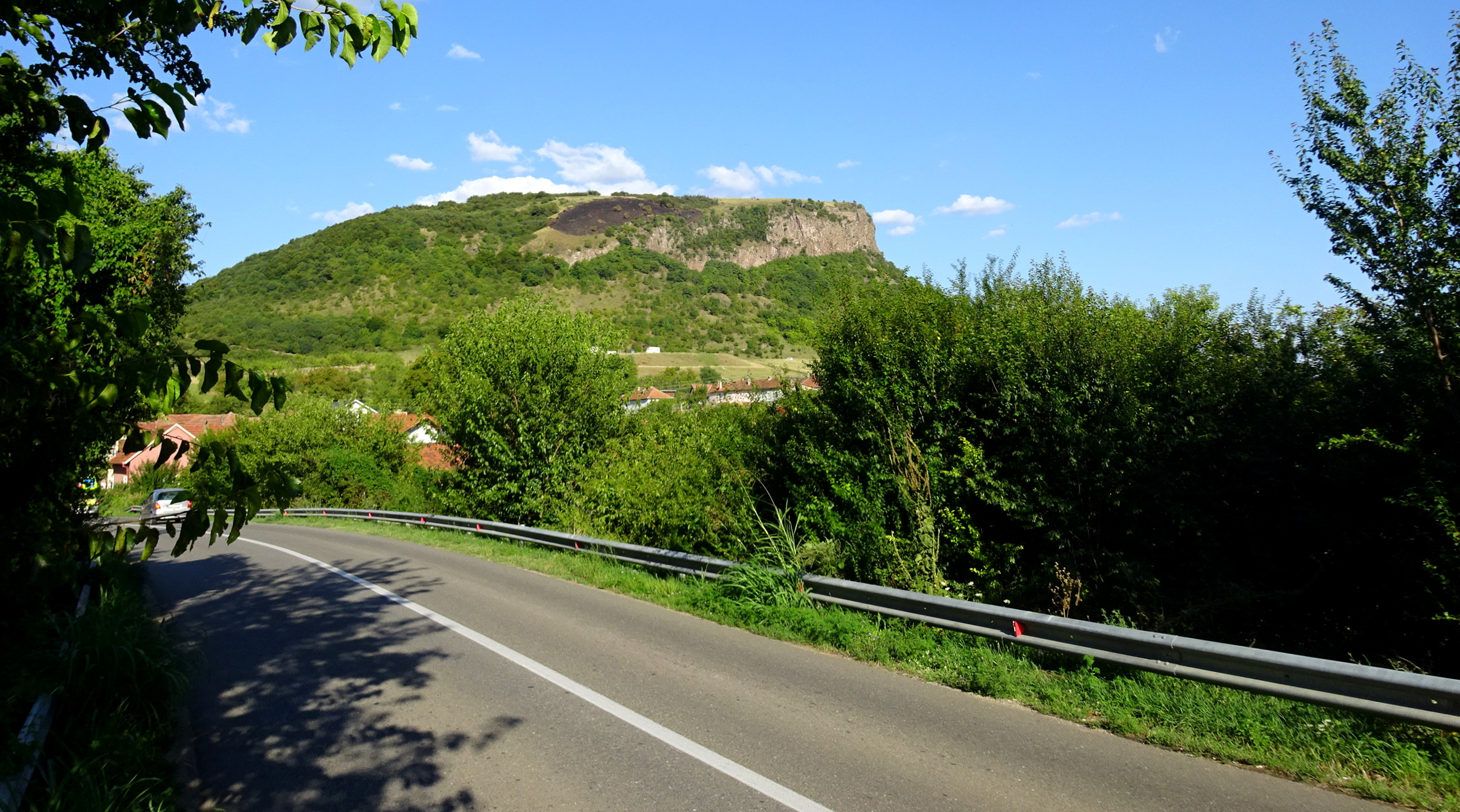
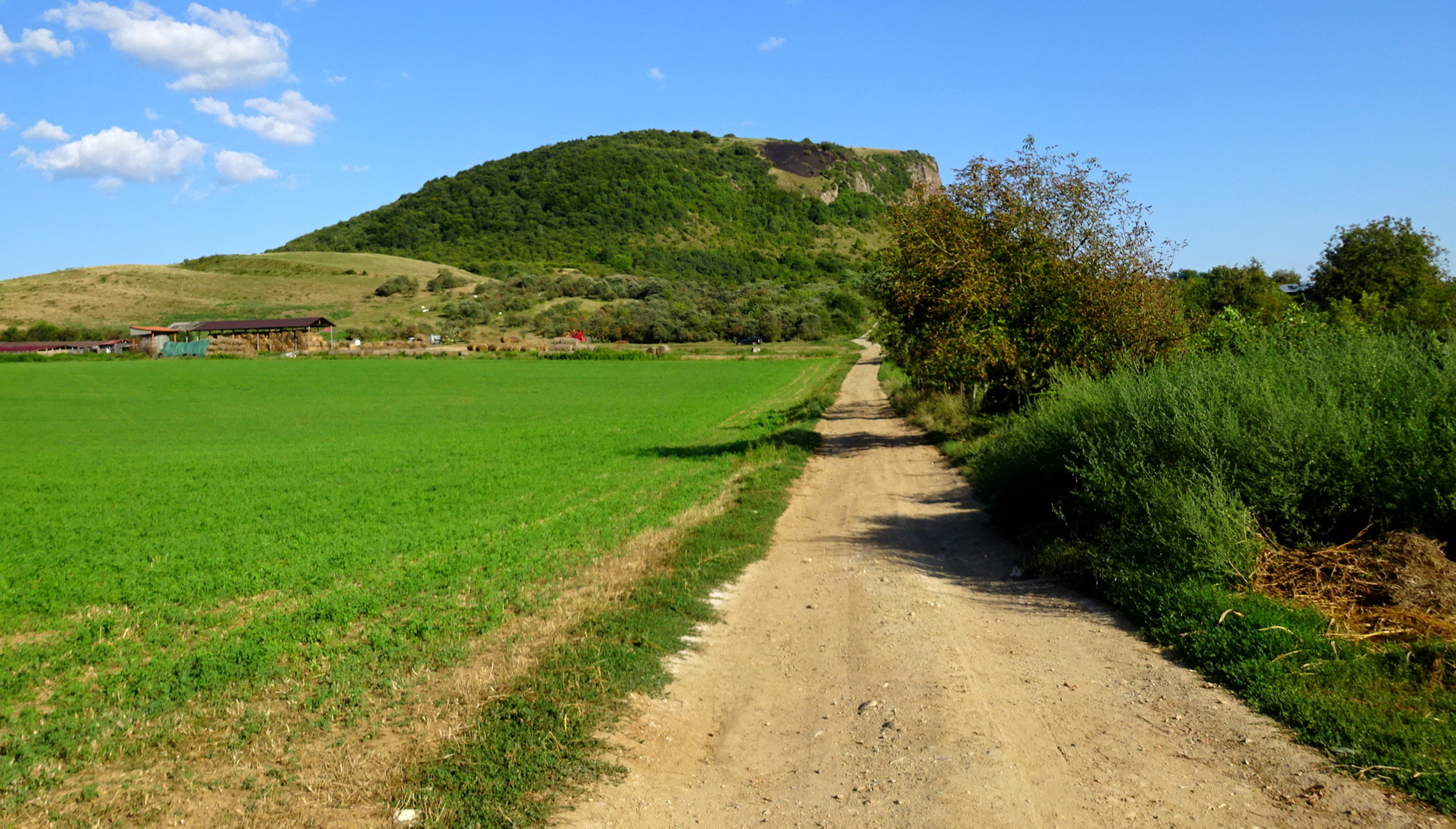